# Tomás Moreno Ortiz
Tomás Moreno Ortiz "El Tempranillo" (Baena, 20 de noviembre de 1944) fue un torero español
Toreó por primera vez con picadores el 13 de julio de 1970 en Tarragona, presentado en Madrid el 1 de julio de 1972. 
Tomó la alternativa en Tarragona el 20 de julio de 1975 siendo su padrino y testigo respectivamente Miguel Márquez y Damaso González, con toros de Bohórquez. El toro se llamaba: "Talero".